# Campeonato Europeo de Patinaje de Velocidad sobre Hielo de 2000
El XCIV Campeonato Europeo de Patinaje de Velocidad sobre Hielo se celebró en Hamar (Noruega) del 15 al 16 de enero de 2000 bajo la organización de la Unión Internacional de Patinaje sobre Hielo (ISU) y la Federación Noruega de Patinaje sobre Hielo.
Las competiciones se realizaron en el Pabellón Olímpico de la ciudad noruega.

## Resultados

### Masculino
| Evento                      | Oro                                         | Plata                                  | Bronce                                   |
| --------------------------- | ------------------------------------------- | -------------------------------------- | ---------------------------------------- |
| 500 m (15.01)               | Ådne Søndrål · Noruega · 35,72 s            | Petter Andersen · Noruega · 36,36 s    | Rintje Ritsma · Países Bajos · 36,56 s   |
| 1500 m (16.01)              | Ådne Søndrål · Noruega · 1:47,23            | Ids Postma · Países Bajos · 1:48,73    | Petter Andersen · Noruega · 1:48,90      |
| 5000 m (15.01)              | Eskil Ervik · Noruega · 6:30,53             | Bart Veldkamp · Bélgica · 6:33,35      | Vadim Sayutin · Rusia · 6:34,22          |
| 10 000 m (16.01)            | Frank Dittrich · Alemania · 13:28,68        | Knut Morgenstern · Alemania · 13:34,98 | Roberto Sighel · Italia · 13:38,72       |
| Clasificación total (16.01) | Rintje Ritsma · Países Bajos · 153,608 pts. | Eskil Ervik · Noruega · 153,858 pts.   | Ids Postma · Países Bajos · 154,585 pts. |

### Femenino
| Evento                      | Oro                                        | Plata                                      | Bronce                                          |
| --------------------------- | ------------------------------------------ | ------------------------------------------ | ----------------------------------------------- |
| 500 m (15.01)               | Tonny de Jong · Países Bajos · 39,76 s     | Emese Hunyady · Austria · 39,78 s          | Anni Friesinger · Alemania · 39,79 s            |
| 1500 m (16.01)              | Emese Hunyady · Austria · 1:57,58          | Renate Groenewold · Países Bajos · 1:58,17 | Annamarie Thomas · Países Bajos · 1:59,06       |
| 3000 m (15.01)              | Renate Groenewold · Países Bajos · 4:05,44 | Anni Friesinger · Alemania · 4:06,03       | Gunda Niemann · Alemania · 4:06,13              |
| 5000 m (16.01)              | Gunda Niemann · Alemania · 6:56,84         | Claudia Pechstein · Alemania · 7:05,99     | Anni Friesinger · Alemania · 7:07,37            |
| Clasificación total (16.01) | Anni Friesinger · Alemania · 163,322 pts.  | Gunda Niemann · Alemania · 163,348 pts.    | Renate Groenewold · Países Bajos · 163,915 pts. |

## Medallero
- Solo se otorgan medallas en la clasificación general.

| Núm. | País         | Oro | Plata | Bronce | Total |
| ---- | ------------ | --- | ----- | ------ | ----- |
| 1    | Alemania     | 1   | 1     | 0      | 2     |
| 2    | Países Bajos | 1   | 0     | 2      | 3     |
| 3    | Noruega      | 0   | 1     | 0      | 1     |
|      | TOTAL        | 2   | 2     | 2      | 6     |